# Neotchihatchewia
Neotchihatchewia é um género botânico pertencente à família Brassicaceae.